# غربال جذري
في الرياضيات, غربال جذري أوغربال كسري هو خوارزمية عامة هدفها تعميل الأعداد الصحيحة. هو حالة خاصة من...

## نقط ضعف الخوارزمية
لا يمكن لهذه الخوارزمية تعميل الأعداد على الشكل pm حيث p عدد أولي و m عدد صحيح. ولكن هذا ليس بالمعضلة الكبيرة لأن الأعداد على هذا الشكل قليلة جدا من حيث الإحصاء، ولأنه أيضا،